# Phrixgnathus marginatus
Phrixgnathus marginatus är en snäckart som beskrevs av Hutton 1882. Phrixgnathus marginatus ingår i släktet Phrixgnathus och familjen punktsnäckor. Inga underarter finns listade i Catalogue of Life.